# Comfort and Happiness
«Comfort and Happiness» (англ. Затишок і щастя) — дебютний студійний альбом польського вокаліста Давида Подсядла, випущений 28 травня 2013 року компанією Sony Music Entertainment Poland. Продюсером альбому виступив Богдан Кондрацький, а частину текстів написала Кароліна Козак.
Першим синглом на підтримку релізу стала польськомовна композиція «Trójkąty i kwadraty». Альбом дебютував на першому місці польського хіт-параду OLiS, отримав діамантову сертифікацію в Польщі та став найбільш продаваним альбомом 2013 року в країні.

## Реліз
Альбом «Comfort and Happiness» було випущено 28 травня 2013 року. Його промоцію супроводжували сингли: провідний сингл «Trójkąty i kwadraty», випущений 6 травня 2013 року, та другий сингл «Nieznajomy», випущений 16 вересня 2013 року. Після релізу альбому Давид Подсядло виступив 3 липня 2013 року на фестивалі Open'er Festival як виконавець, що відкривав захід, а у вересні 2013 року вирушив у концертний тур Польщею.
26 листопада 2013 року вийшло перевидання альбому «Comfort and Happiness» під назвою «Deluxe Edition». До розширеної версії увійшли три бонусні композиції — «T.E.A», «Jump» та третій сингл Подсядла з альбому, «Powiedz mi, że nie chcesz». Крім того, до Deluxe Edition було додано DVD-диск з фільмом «Comfort and Happiness Tour – Making Of», а також відеокліпами на пісні «Trójkąty i kwadraty» і «Nieznajomy».
Четвертий сингл з альбому, під назвою «No», вийшов 16 червня 2014 року.

## Пісні
Автор музики і слів Давид Подсядло і Кароліна Козак. 
| #   | Назва                 | Тривалість |
| --- | --------------------- | ---------- |
| 1.  | «And I»               | 5:16       |
| 2.  | «!H.A.P.P.Y!»         | 3:28       |
| 3.  | «Nieznajomy»          | 4:55       |
| 4.  | «Trójkąty i kwadraty» | 4:03       |
| 5.  | «Elephant»            | 4:20       |
| 6.  | «Vitane»              | 4:01       |
| 7.  | «No»                  | 4:08       |
| 8.  | «I'm Searching»       | 4:13       |
| 9.  | «Bridge»              | 3:53       |
| 10. | «No, Pt. 2»           | 4:35       |
| 11. | «Little Stranger»     | 4:57       |
| 12. | «S&T»                 | 4:01       |

| Делюксове видання | Делюксове видання           | Делюксове видання |
| #                 | Назва                       | Тривалість        |
| ----------------- | --------------------------- | ----------------- |
| 13.               | «T.E.A»                     |                   |
| 14.               | «Jump»                      |                   |
| 15.               | «Powiedz mi, że nie chcesz» |                   |

| Делюксове видання та DVD | Делюксове видання та DVD                         | Делюксове видання та DVD |
| #                        | Назва                                            | Тривалість               |
| ------------------------ | ------------------------------------------------ | ------------------------ |
| 1.                       | «Comfort and Happiness Tour – Making Of» (фільм) | 37:57                    |
| 2.                       | «Trójkąty i kwadraty» (кліп)                     |                          |
| 3.                       | «Nieznajomy» (кліп)                              |                          |